# Dům U Pešků
Dům U Pešků, někdy zvaný také U Deklamátorů, je měšťanský dům v Praze 1 na Hradčanech, Loretánské náměstí č.p. 109/3 a Úvoz č.p. 109/42. Od roku 1964 je objekt chráněn jako kulturní památka.

## Historie a popis
Čtyřkřídlý objekt s ústředním arkádovým nádvořím a zastřešený sedlovými a pultovými střechami vznikl postupně sloučením dvou domů. Horní dům při Loretánském náměstí byl vystavěn v letech 1564–1569, zadní dům u Úvozu vznikl v letech 1577–1588. V roce 1597 bylo k hornímu domu přistavěno podloubí a na počátku 17. století došlo k poslední renesanční úpravě – k domu do Úvozu byly přistavěny arkýře.
V roce 1764 koupil dům Leopold Peschek, deklamátor při Úřadu desk zemských. Za dalších majitelů, manželů Burianových, prošel dům v letech 1801–1805 výraznou klasicistní úpravou: byla vystavěna obě boční křídla, dvorní fasády byly doplněny pavlačemi a bylo vybudováno nové schodiště. Další úprava proběhla v letech 1839 a 1840 podle plánů Klementa Zobela. Poslední významná úprava vzhledu objektu je z roku 1925, kdy bylo vybudováno podkroví do Loretánského náměstí.
Fasáda do Loretánského náměstí je dvoupatrová s podkrovním 3. patrem, šestiosá. V přízemí je podloubí se 6 arkádami na bosovaných pilířích. Podkrovní nástavba je čtyřosá, zvýrazněná nad krajními osami trojúhelnými štíty. Fasáda zadního domu do poměrně prudce klesající ulice Úvoz je třípatrová, osmiosá, se štítovými nástavci nad krajními dvěma osami po obou stranách a s půlválcovými arkýři na 3. a 6. ose, zakončenými ve 3. patře balkony. Z Úvozu není do objektu žádný vstup, v levé krajní ose je v přízemí umístěna trafostanice.
V roce 1787 v domě zemřel barokní sochař Ignác Platzer (1717–1787).

## VÚMS a SAPO
Kromě historické a architektonické hodnoty je objekt pozoruhodný tím, že tu v 50. a 60. letech 20. století sídlil Výzkumný ústav matematických strojů, který tehdy vedl Antonín Svoboda (1907–1980); jeho působení připomínala i pamětní deska, umístěná do podloubí domu v roce 1997, která ale později zmizela. Byl tu sestrojen a v září 1957 úspěšně oživen první programovatelný počítač vyrobený v Československu, nazvaný SAPO. Počítač zabíral tři místnosti historického objektu s celkovou plochou 100 m2 a byl tu v provozu v letech 1957–1960. V letech 1966–1970 zde také jako vedoucí vývoje operačních systémů působil Jan Sokol (1936–2021).